# Чемпионат мира по фехтованию 1962
Чемпионат мира по фехтованию в 1962 году проходил с 16 по 28 июля в Буэнос-Айресе (Аргентина). Среди мужчин соревнования проходили в личном и командном зачёте по фехтованию на саблях, рапирах и шпагах, среди женщин — только первенство на рапирах в личном и командном зачёте.

## Общий медальный зачёт
| Место | Страна  | Золото | Серебро | Бронза | Всего |
| ----- | ------- | ------ | ------- | ------ | ----- |
| 1     | Венгрия | 3      | 3       | 1      | 7     |
| 2     | СССР    | 2      | 2       | 2      | 6     |
| 3     | Польша  | 1      | 2       | 1      | 4     |
| 4     | Франция | 1      | 0       | 2      | 3     |
| 5     | Румыния | 1      | 0       | 0      | 1     |
| 6     | Швеция  | 0      | 1       | 0      | 1     |
| 7     | ФРГ     | 0      | 0       | 1      | 1     |
| 7     | Италия  | 0      | 0       | 1      | 1     |
| Всего | Всего   | 8      | 8       | 8      | 24    |

## Медалисты

### Мужчины
| Дисциплина                  | Золото                                                                                               | Серебро                                                                                                 | Бронза                                                                                                 |
| --------------------------- | --- | --- | --- |
| Шпага Личное первенство     | Иштван Каус                                                                                          | Тамаш Габор                                                                                             | Ив Дрейфус                                                                                             |
| Шпага Командное первенство  | Франция · Ив Дрейфус · Жак Гитте · Жерар Лефранк · Клод Буркар                                       | Швеция · Ёран Абрахамссон · Ивар Генешё · Ханс Лагервалл · Орвар Линдвалл · Юхан Сендвалл               | СССР · Арнольд Чернушевич · Валентин Черников · Бруно Хабаров · Дмитрий Люлин · Александр Павловский   |
| Рапира Личное первенство    | Герман Свешников                                                                                     | Витольд Войда                                                                                           | Юрген Брехт                                                                                            |
| Рапира Командное первенство | СССР · Герман Свешников · Юрий Сисикин · Марк Мидлер · Виктор Жданович · Юрий Осипов · Евгений Рюмин | Венгрия · Йожеф Дьюрица · Енё Камути · Ласло Камути · Казмер Пачери · Йожеф Шакович · Шандор Сабо       | Польша · Витольд Войда · Эгон Франке · Хенрик Нелаба · Януш Ружицкий · Рышард Парульский               |
| Сабля Личное первенство     | Золтан Хорват                                                                                        | Ежи Павловский                                                                                          | Клод Арабо                                                                                             |
| Сабля Командное первенство  | Польша · Ежи Павловский · Анджей Пионтковский · Эгон Франке · Эмиль Охыра · Рышард Зуб               | Венгрия · Петер Баконьи · Йожеф Дьюрица · Золтан Хорват · Тамаш Менделеньи · Миклош Месена · Тибор Пежа | СССР · Умяр Мавлиханов · Нугзар Асатиани · Лев Кузнецов · Марк Ракита · Яков Рыльский · Валерий Житный |

### Женщины
| Дисциплина                  | Золото                                                                                      | Серебро | Бронза                                                                                              |
| --------------------------- | ------------------------------------------------------------------------------------------- | --- | --------------------------------------------------------------------------------------------------- |
| Рапира Личное первенство    | Ольга Орбан                                                                                 | Галина Горохова | Каталин Юхас                                                                                        |
| Рапира Командное первенство | Венгрия · Магдолна Ньари-Ковач · Мария Гулачи · Каталин Юхас · Паула Мароши · Ильдико Рейтё | СССР · Галина Горохова · Валентина Прудскова · Александра Забелина · Светлана Баранова-Солдатова · Татьяна Самусенко · Валентина Растворова | Италия · Ирен Камбер · Бруна Коломбетти · Джиованна Машотта · Антонелла Раньо · Наталина Сангинетти |